# Abrophyllum ornans
Abrophyllum ornans,  australski endem iz Queenslanda i Novog Južnog Walesa iz porodice Rousseaceae. Grm ili manje stablo koje naraste do 8 metara visine. 
Raste u toplim umjerenim i suptropskim prašumama (sjeverno od rijeke Shoalhaven), osobito uz manje vodotoke ili u jarugama na siromašnijim tlima.

## Sinonimi
- Brachynema ornans F.Muell.